# باتسي أوكونيل شيرمان
باتسي أوكونيل شيرمان (بالإنجليزية: Patsy O'Connell Sherman)‏ (و. 1930 – 2008 م) هي كيميائية أمريكية، ولدت في منيابولس، وكانت عضوةً في الجمعية الكيميائية الأمريكية، توفيت عن عمر يناهز 78 عاماً.

## التعليم
تعلمت في Gustavus Adolphus College ‏.

## جوائز
حصلت على جوائز منها:
- القاعة الوطنية للمخترعين المشاهير"Inductee Detail". مؤرشف من الأصل في 2018-03-15. اطلع عليه بتاريخ 2018-10-21..